# Pocahontas (Illinois)
Pocahontas é uma vila localizada no estado americano de Illinois, no Condado de Bond.

## Demografia
Segundo o censo americano de 2000, a sua população era de 727 habitantes.
Em 2006, foi estimada uma população de 723, um decréscimo de 4 (-0.6%).

## Geografia
De acordo com o United States Census Bureau tem uma área de
2,0 km², dos quais 1,9 km² cobertos por terra e 0,1 km² cobertos por água. Pocahontas localiza-se a aproximadamente 159 m acima do nível do mar.

## Localidades na vizinhança
O diagrama seguinte representa as localidades num raio de 16 km ao redor de Pocahontas.